# Barfelde
Barfelde ist ein Ortsteil der Kleinstadt Gronau (Leine) im Landkreis Hildesheim in Niedersachsen.

## Geografie
Barfelde liegt südwestlich von Hildesheim bzw. östlich von Gronau zwischen den Naturparks Weserbergland im Westen und dem etwas entfernten Harz im Osten. Unmittelbar nordöstlich der ehemaligen Gemeinde befindet sich der Hildesheimer Wald, südlich davon die Sieben Berge.
Durch Barfelde verlaufen die Despe, der Hufzitterbach, der Zitterbach und weitere, kleinere Bäche. Der Zitterbach und der Hufzitterbach entspringen dem Hildesheimer Wald. Der Zitterbach mündet in den Hufzitterbach, Letzterer mündet in die Despe.

## Geschichte
Im Jahr 1013 wurde Barfelde als Berivilti erstmals urkundlich erwähnt. Im 13. Jahrhundert wurde jedoch der Name Bervelte verwendet. Durch Zusammenlegung mehrerer Bauernstellen wurde Mitte des 19. Jahrhunderts durch Adolph Freiherr von dem Bussche-Haddenhausen ein größeres Gut gebildet, für das er im Jahr 1861 die Ritterstimme des aufgegebenen von Hakeschen Hofs in Dassel erwarb. Sein Sohn Clamor von dem Bussche-Haddenhausen veräußerte das Rittergut noch vor dem Ersten Weltkrieg.
Ein Denkmal erinnert mit den Wappen von Eitzum, Barfelde und Nienstedt an die Gründung der Gemeinde Despetal im Jahr 1974.

### Eingemeindungen
Die ehemals selbstständige Gemeinde Barfelde wurde am 1. März 1974 in die Gemeinde Despetal eingegliedert.
Am 1. November 2016 wurde Despetal in die vergrößerte Stadt Gronau (Leine) eingemeindet. Gleichzeitig wurde die Stadt Gronau Mitglied in der ebenfalls am 1. November 2016 durch Zusammenschluss der Samtgemeinden Duingen und Gronau (Leine) entstandenen Samtgemeinde Leinebergland.

### Einwohnerentwicklung
| Jahr      | 1885  | 1910  | 1925  | 1933  | 1939  | 1950  | 2012  | 2015  | 2016   | 2022   | 2023   |
| --------- | ----- | ----- | ----- | ----- | ----- | ----- | ----- | ----- | ------ | ------ | ------ |
| Einwohner | 563   | 546   | 606   | 615   | 585   | 1224  | 654   | 642   | 645    | 624    | 633    |
| Quelle    | [ 6 ] | [ 7 ] | [ 6 ] | [ 6 ] | [ 6 ] | [ 1 ] | [ 8 ] | [ 9 ] | [ 10 ] | [ 11 ] | [ 12 ] |

## Politik

### Stadtrat und Bürgermeister
Seit dem 1. November 2016 wird Barfelde auf kommunaler Ebene vom Rat der Stadt Gronau (Leine) vertreten.

### Wappen
Der Gemeinde Barfelde wurde das Kommunalwappen am 17. Mai 1938 durch den Oberpräsidenten der Provinz Hannover verliehen. Der Landrat aus Alfeld überreichte es am 4. Juli desselben Jahres.
| Wappen von Barfelde | Blasonierung: „Auf goldenem Schild ein schwarzes Zehnenderhirschgeweih.“ |
| Wappen von Barfelde | Wappenbegründung: In der Gemeinde Barfelde war im Mittelalter das Geschlecht „de Bervelde“ ansässig, das einen Hirsch bzw. Hirschkopf im Siegel führte. In Anlehnung an dieses Vorbild beschloss die Gemeinde Barfelde damals, das beschriebene Wappen zu führen. |

## Kultur und Sehenswürdigkeiten

### Bauwerke
- Die evangelische St.-Johannes-Kirche, eine einschiffige Barockkirche aus verputztem Bruchstein aus dem Jahre 1738
  - mit ihren drei imposanten Deckengemälden von 1738
  - das Taufbecken aus dem Jahre 1663
  - die älteste Glocke wurde im Jahre 1532 gegossen
- Das Pfarrhaus aus Fachwerk von 1750, das heute privat bewohnt wird
- Die alte Schule aus Fachwerk, die heute privat bewohnt wird
- Die zweite Schule in Klinkerbauweise, die ebenfalls privat bewohnt wird
- Das Küsterhaus von 1857
- Ehemaliger Ackerhof 4, in der Bachstr. 8
- Ehemaliger Ackerhof 15, ein Fachwerkhaus aus dem Anfang des 18. Jahrhunderts
- Feuerwehrhaus von 1904
- Die alte Despebrücke aus dem Jahr 1680
- Die Wassermühle, die erstmals 1302 urkundlich erwähnt wurde
- Das Pförtnerhaus der Schachtanlage Mathildenhall in der Schulstraße
- Das alte Backhaus der Bäckerei Karl Sievers in der Straße Im Winkel

(Quelle:)

### Vereine und Gruppierungen

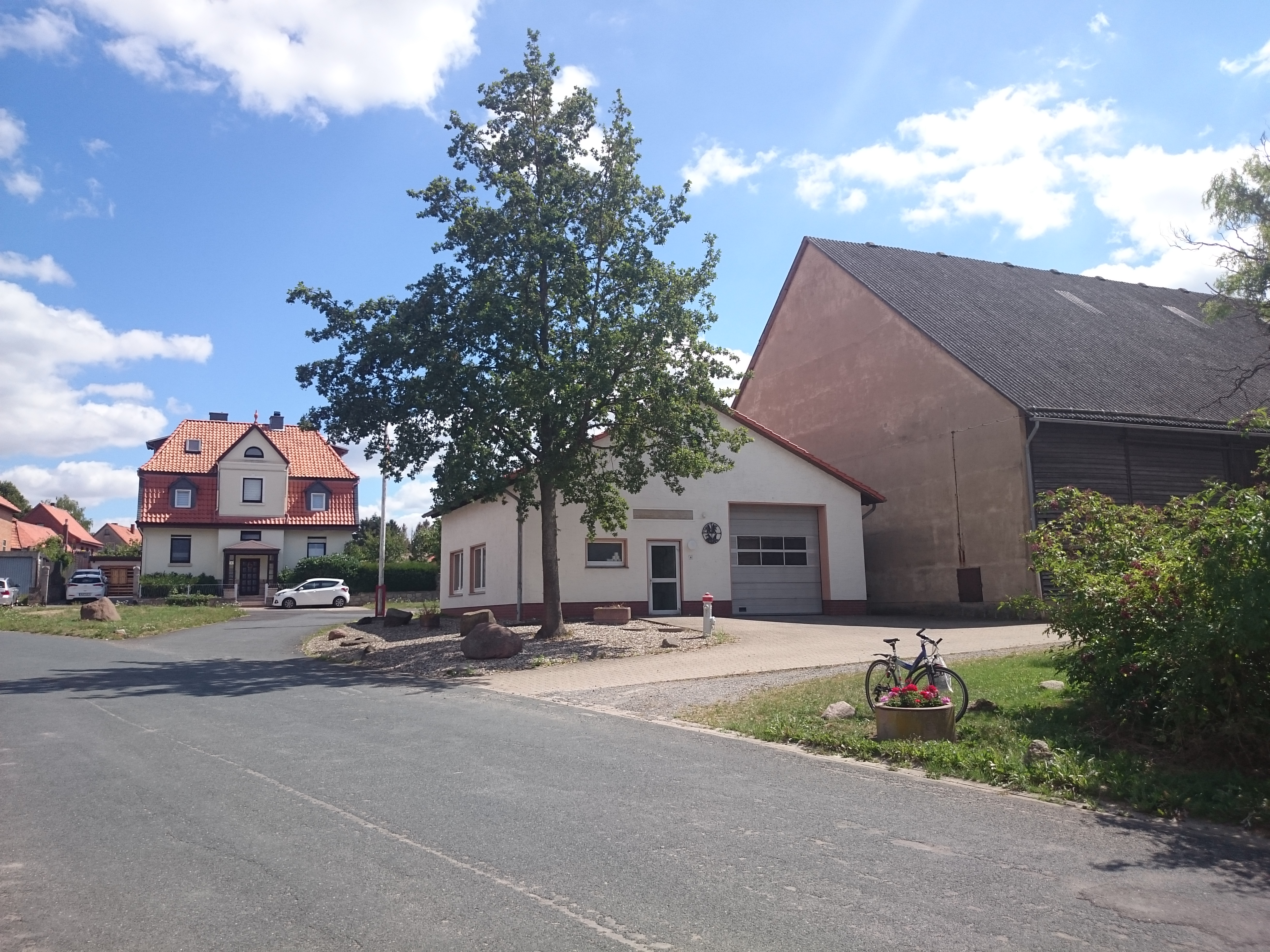
Neues Feuerwehrhaus Barfelde in der Mühlenstraße (erbaut 1986)

Zurzeit gibt es folgende aktive Vereine und Gruppierungen:
- Altes Feuerwehrhaus Barfelde e. V.[16]
- DRK Barfelde[17]
- Feuerwehrverein Despetal e. V.[18]
- MTV Barfelde von 1911 e. V.[19]
- Reservistenkameradschaft Despetal[20]
- Schützenverein Barfelde von 1962 e. V.[21]
- Senioreninitiative Barfelde[22]
- Verein zur Förderung der Naherholung und der Heimatpflege e. V.[23]

### Regelmäßige Veranstaltungen
Seit 2013 findet jährlich der Orientierungslauf Kampf am Zitterbach im und um das Dorf statt. Veranstalter ist seit dem Jahr 2017 der Verein altes Feuerwehrhaus Barfelde e. V., der sich auch um die Instandhaltung des alten Feuerwehrhauses kümmert, nachdem die Freiwillige Feuerwehr Barfelde das neue Feuerwehrhaus in Eitzum bezog. Bis zum Jahr 2016 war die Freiwillige Feuerwehr Barfelde Veranstalter.

### 1000 Jahre Barfelde
Im Jahr 2022 wurde das tausendjährige Jubiläum von Barfelde gefeiert. Im Jubiläumsjahr gab mehrere besondere Veranstaltungen. Es gab eine Fahrradtour durch Barfelde und andere Orte in der Umgebung, die ebenfalls tausendjähriges Bestehen feierten (Mehle, Betheln, Wallenstedt), ein Pfingstfest mit Wikingerlager, einen Gottesdienst anlässlicher der urkundlichen Ersterwähnung, ein Scheunenfest sowie eine Hubertusmesse. Das Scheunenfest wurde zudem anlässlich des 120-jährigen Jubiläums der Feuerwehren im Despetal, des 111-jährigen Jubiläums des MTV Barfelde ausgerichtet.
Für das Jubiläumsjahr wurde ein Jubiläumswandkalender für jeden Bewohner sowie eine Jubiläumszeitung herausgegeben. Die Jubiläumszeitung enthält Informationen zur Geschichte von Barfelde und zu Vereinen bzw. Gruppierungen in Barfelde. Anfang 2023 folgte eine zweite Jubiläumszeitung mit einem Rückblick in Bildern auf das Jubiläumsjahr 2022.

### Deutsche Dorfrockmeisterschaft
Die Deutsche Dorfrockmeisterschaft fand im Jahr 2023 erstmalig statt und stellt eine Art Tour des Sängers Remo dar. Das Konzept sieht vor, dass sich pro Bundesland Dörfer (< 2.000 Einwohner) für die Tour des Sängers bewerben können (mit Ausnahme der Stadtstaaten Hamburg, Bremen und Berlin). Pro Bundesland wird dann ein Dorf ausgewählt in welchem der Musiker Halt auf seiner Tour macht. Die Dörfer treten gegeneinander an und das Dorf mit den meisten Besuchern am Konzerttag gewinnt ein Preisgeld sowie ein weiteres Konzert als Meisterschaftsfeier.

#### 1. Deutsche Dorfrockmeisterschaft
Im Jahr 2023 trat Barfelde gegen 10 weitere Dörfer an, da sich in Bayern und Baden-Württemberg keine Dörfer beworben hatten. Barfelde konnte sich am 10. September 2023 gegen alle anderen Dörfer durchsetzen und gewann den Titel 1. deutscher Dorfrockmeister mit 758 Besuchern vor Ort. Auf Platz 2 folgte Heinrichsort in Sachsen mit 740 Besuchern und auf Platz 3 Lederhose in Thüringen mit 721 Besuchern. Mit dem Gewinn qualifizierte sich Barfelde auch für eine Teilnahme im Jahr 2024.
Neben lokalen Zeitungen wie der Hildesheimer Allgemeinen Zeitung und der Leine-Deister-Zeitung berichtete auch der NDR im Fernsehnachrichtenmagazin DAS! von der Veranstaltung in Barfelde sowie der Radiosender SR 3 über die Veranstaltung in Aschbach im Saarland.

## Feuerwehr
Die Freiwillige Feuerwehr Barfelde wurde am 1. Juni 1902 von 29 Einwohnern gegründet. Mit Fertigstellung im August 1986 (Baubeginn Mai 1985) konnte die Feuerwehr ein neues Feuerwehrhaus in der Mühlenstraße beziehen, nachdem das erste Feuerwehrhaus in der Straße Im Winkel zu klein geworden war. Die Baukosten betrugen 230.000 DM. Im Jahr 2017 bezogen die zunächst weiterhin eigenständigen Freiwilligen Feuerwehren Barfelde, Eitzum und Nienstedt ein neues gemeinesames Feuerwehrhaus in Eitzum. Der Zusammenschluss der drei Wehren zur Freiwilligen Feuerwehr Despetal erfolgte im Jahr 2018. Die Freiwillige Feuerwehr Despetal gilt als Feuerwehr mit Grundausstattung. Zusammen mit der Freiwilligen Feuerwehr Betheln bildet sie den 2. Zug der Samtgemeinde Leinebergland. Darüber hinaus ist sie im 3. Zug der Feuerwehrbereitschaft 2 des Landkreises Hildesheim organisiert.
Im Jahr 2022 feierte die Feuerwehr im Rahmen des tausendjährigen Jubiläums von Barfelde „120 Jahre Feuerwehren im Despetal“ ein Scheunenfest.
Neben der Einsatzabteilung existieren die Altersabteilung, die Jugendfeuerwehr, die Kinderfeuerwehr und der Musikzug.

### Fahrzeuge
- 1 Tragkraftspritzenfahrzeuge (TSF)
- 1 Tragkraftspritzenfahrzeug mit Wasser (TSF-W)
- 1 Mannschaftstransportfahrzeug (MTF)[41]

(Stand 1. Juni 2022)

## Verkehr
Barfelde ist über Landstraßen mit den Bundesstraßen 3 und 1 an das Straßennetz angeschlossen.

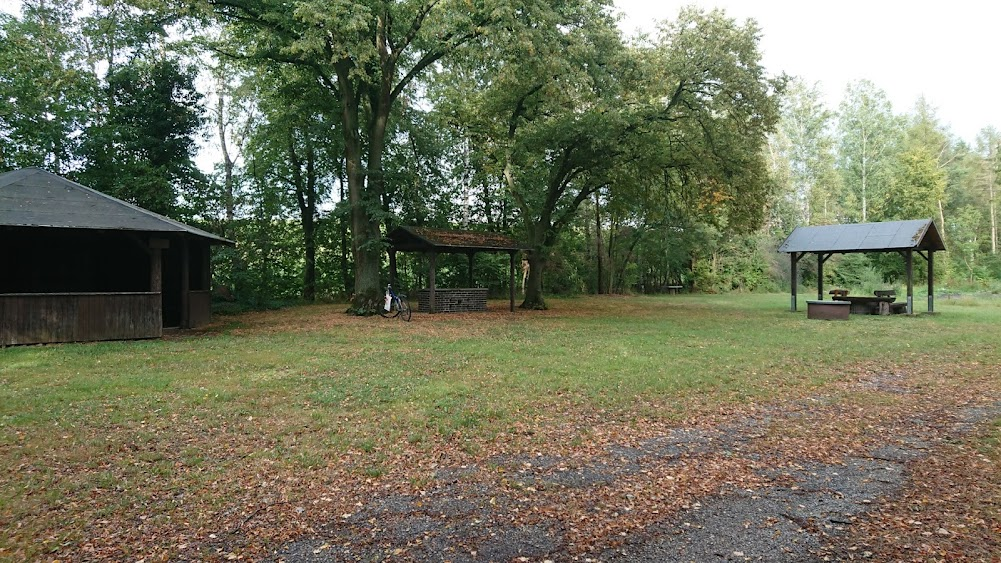
Grill- und Verstanstaltungsplatz am alten Barfelder Bahnhof

Barfelde war über die einspurige Bahnstrecke Bodenburg – Elze an das Schienennetz angeschlossen. im Bereich Sibbesse – Gronau wurde der Personenverkehr 1966 und der Güterverkehr 1970 eingestellt. Die Schienen rund um Barfelde wurden vollständig zurückgebaut. Am ehemaligen Bahnhof in Barfelde befindet sich heute ein Grill- und Verstanstaltungsplatz. Hier wird derzeit regelmäßig das jährliche Osterfeuer veranstaltet.
Auf dem ehemaligen Bahndamm nach Eitzum und nach Gronau befindet sich heute ein Rad- und Fußweg. Der Weg nach Gronau wurde 1978 fertiggestellt.1995/1996 wurde der Radweg Richtung Eitzum gebaut. 1998 folgte ein weiteres Stück im Ortsbereich, welches die beiden Radwege miteinander verbindet.
Über die RVHI-Buslinie 661 (Sibbesse-Banteln) ist Barfelde an den ÖPNV, vorrangig für den Schülerverkehr, angebunden.
Der nächstgelegene Bahnhof befindet sich im knapp sieben Kilometer entfernten Banteln.